# Franc Penko
Franc Penko, slovenski gledališki igralec, * 13. november 1910,  Opčine, † 1. oktober 1983, Ljubljana. 

## Življenje in delo
Rodil se je v družini železniškega čuvaja. Od svojega petnajstega leta se je ukvarjal z amaterskim igranjem. Pred vojno je odigral več manjših vlog v mariborski Drami. Po osvoboditvi pa je v gledališki sezoni 1945/1946 v Titogradu ustanovil igralsko skupino, kateri je bil tudi režiser. Leta 1949 je postal član Šentjakobskega gledališča Ljubljani, kjer je nastopal do upokojitve 1977, oblikoval 86 vlog in nastopil v 1702 ponovitvah. Od gledališča se je poslovil z igro Žensko vprašanje.